# Truyền hình Nhân Dân
Truyền hình Nhân Dân là kênh truyền hình thời sự chính luận tổng hợp trực thuộc báo Nhân Dân với tôn chỉ mục đích là "Tiếng nói của Đảng, Nhà Nước và nhân dân Việt Nam". Đài được phát sóng thử nghiệm từ 12h00 ngày 21 tháng 6 năm 2015 & lên sóng chính thức vào ngày 1 tháng 9 năm 2015. Trụ sở hiện nay của đài đặt tại số 71 phố Hàng Trống, quận Hoàn Kiếm, Hà Nội, Việt Nam.
Từ 0:00 ngày 15 tháng 1 năm 2025, Truyền hình Nhân Dân chính thức dừng hoạt động và chuyển giao nhiệm vụ, chức năng về Đài Truyền hình Việt Nam (VTV) theo Nghị quyết 18 về việc sắp xếp, tinh gọn tổ chức bộ máy.

## Các chương trình đã từng phát sóng
- Thời sự Nhân Dân
- Chào ngày mới
- 45 phút chiều
- Giao thông kết nối
- Người tốt - Việc tốt
- Bình luận - Phê Phán
- Góc nhìn văn hóa
- Nhịp sống kinh tế
- Nghiêng 365
- Thế giới không phẳng
- Phim truyện
- Phóng sự
- Thời sự VTV (12h, 19h)